# Бесекеж
Бесекеж (пол. Biesiekierz, нім. Biziker) — село в Польщі, у гміні Бесекеж Кошалінського повіту Західнопоморського воєводства.
Населення — 987 осіб (2011).

## Демографія
Демографічна структура станом на 31 березня 2011 року:
|          | Загалом | Допрацездатний вік | Працездатний вік | Постпрацездатний вік |
| -------- | ------- | ------------------ | ---------------- | -------------------- |
| Чоловіки | 503     | 101                | 362              | 40                   |
| Жінки    | 484     | 91                 | 312              | 81                   |
| Разом    | 987     | 192                | 674              | 121                  |